# Akhilesh Yadav
Akhilesh Yadav (ur. 1 lipca 1973) – indyjski polityk, od 2012 premier rządu stanowego Uttar Pradesh.
Urodził się w dystrykcie Etawah. Jest synem Mulayam Singh Yadava i Malti Devi. Studiował na University of Mysore i University of Sydney. W 2000 po raz pierwszy dostał się do izby niższej parlamentu związkowego z okręgu wyborczego Kannauj. Mandat odnawiał w 2004 i 2009. Działa w kierownictwie założonej przez ojca Samajwadi Party (między innymi w czerwcu 2009 został szefem jej struktur w Uttar Pradesh). Podczas wyborów stanowych w 2012 był jednym z najbardziej zaangażowanych w kampanię działaczy. Po zwycięstwie SP został uznany za ojca sukcesu macierzystej formacji. 15 marca 2012 został zaprzysiężony na stanowisku stanowego premiera.
Żonaty, ma troje dzieci.